# Região Integrada de Desenvolvimento do Distrito Federal e Entorno
A Região Integrada de Desenvolvimento do Distrito Federal e Entorno é uma região integrada de desenvolvimento econômico, criada pela Lei Complementar nº 94, de 19 de fevereiro de 1998 e regulamentada pelo Decreto nº 2.710, de 4 de agosto de 1998, alterado pelos Decreto nº 3.445, de 4 de maio de 2000 e Decreto nº 4.700, de 20 de maio de 2003. O Decreto nº 7.469, de 5 de maio de 2011 revogou os anteriores e deu novas interpretações legais à RIDE do Distrito Federal e Entorno. A Lei Complementar nº 163, de 14 de junho de 2018, incluiu mais 12 municípios.
É constituída pelo Distrito Federal, e pelos municípios de Abadiânia, Água Fria de Goiás, Águas Lindas de Goiás, Alexânia, Alto Paraíso de Goiás, Alvorada do Norte, Barro Alto, Cabeceiras, Cavalcante, Cidade Ocidental, Cocalzinho de Goiás, Corumbá de Goiás, Cristalina, Flores de Goiás, Formosa, Goianésia, Luziânia, Mimoso de Goiás, Niquelândia, Novo Gama, Padre Bernardo, Pirenópolis, Planaltina, Santo Antônio do Descoberto, São João d’Aliança, Simolândia, Valparaíso de Goiás, Vila Boa e Vila Propício, no Estado de Goiás, e de Arinos, Buritis, Cabeceira Grande e Unaí, no Estado de Minas Gerais. Ocupa uma área de 94.570,39 quilômetros quadrados, sendo pouco maior que a Hungria e sua população é de aproximadamente 4,8 milhões de habitantes, um pouco menos que a Nova Zelândia.
No centro do território está a área mais densa, composta pelo Distrito Federal, detentor de 66% da população da RIDE do Distrito Federal e Entorno. Há uma grande área conurbada na direção sul BR-040, incluindo-se nessa região os municípios de Valparaíso de Goiás, Cidade Ocidental, Novo Gama e Luziânia que representam 11,7% da população da RIDE. Outros municípios bastante populosos são Águas Lindas de Goiás (margens da BR-070), Formosa (margens da BR-020), Planaltina (BR-010) e Santo Antônio do Descoberto (BR-060). Esses municípios com o Distrito Federal somam uma população de aproximadamente 4 milhões de pessoas.

## Lista de integrantes da RIDE do Distrito Federal e Entorno
As informações foram extraídas do Palácio do Planalto.
| Nº    | UF | Nome                        | Legislação  | Área (km²) | População (2021) | IDH (2010) | PIB (em R$ mil) (2015) |
| ----- | -- | --------------------------- | ----------- | ---------- | ---------------- | ---------- | ---------------------- |
| 1     | DF | Distrito Federal            | LC 94/1998  | 5 779,997  | 3 094 325        | 0,824      | 215 613 025            |
| 2     | GO | Abadiânia                   | LC 94/1998  | 1 045,127  | 20 873           | 0,689      | 289 099                |
| 3     | GO | Água Fria de Goiás          | LC 94/1998  | 2 029,416  | 5 843            | 0,671      | 201 809                |
| 4     | GO | Águas Lindas de Goiás       | LC 94/1998  | 188,385    | 222 850          | 0,686      | 1 542 997              |
| 5     | GO | Alexânia                    | LC 94/1998  | 847,893    | 28 360           | 0,682      | 730 529                |
| 6     | GO | Alto Paraíso de Goiás       | LC 163/2018 | 2 593,905  | 7 751            | 0,713      | 138 658                |
| 7     | GO | Alvorada do Norte           | LC 163/2018 | 1 259,366  | 8 749            | 0,660      | 108 906                |
| 8     | GO | Barro Alto                  | LC 163/2018 | 1 093,248  | 11 643           | 0,742      | 605 006                |
| 9     | GO | Cabeceiras                  | LC 94/1998  | 1 126,912  | 8 098            | 0,668      | 218 672                |
| 10    | GO | Cavalcante                  | LC 163/2018 | 6 953,666  | 9 740            | 0,584      | 249 871                |
| 11    | GO | Cidade Ocidental            | LC 94/1998  | 389,985    | 74 370           | 0,717      | 642 343                |
| 12    | GO | Cocalzinho de Goiás         | LC 94/1998  | 1 789,039  | 20 771           | 0,657      | 285 878                |
| 13    | GO | Corumbá de Goiás            | LC 94/1998  | 1 061,955  | 11 223           | 0,680      | 145 059                |
| 14    | GO | Cristalina                  | LC 94/1998  | 6 162,089  | 61 385           | 0,699      | 1 944 492              |
| 15    | GO | Flores de Goiás             | LC 163/2018 | 3 709,427  | 17 415           | 0,597      | 130 968                |
| 16    | GO | Formosa                     | LC 94/1998  | 5 811,788  | 125 705          | 0,744      | 1 934 488              |
| 17    | GO | Goianésia                   | LC 163/2018 | 1 547,274  | 72 045           | 0,727      | 1 098 113              |
| 18    | GO | Luziânia                    | LC 94/1998  | 3 961,100  | 214 645          | 0,701      | 3 353 547              |
| 19    | GO | Mimoso de Goiás             | LC 94/1998  | 1 386,915  | 2 575            | 0,665      | 37 431                 |
| 20    | GO | Niquelândia                 | LC 163/2018 | 9 843,247  | 47 064           | 0,715      | 1 199 152              |
| 21    | GO | Novo Gama                   | LC 94/1998  | 194,992    | 119 649          | 0,684      | 799 207                |
| 22    | GO | Padre Bernardo              | LC 94/1998  | 3 139,175  | 35 011           | 0,651      | 479 875                |
| 23    | GO | Pirenópolis                 | LC 94/1998  | 2 205,010  | 25 218           | 0,693      | 373 758                |
| 24    | GO | Planaltina                  | LC 94/1998  | 2 543,677  | 91 345           | 0,669      | 917 297                |
| 25    | GO | Santo Antônio do Descoberto | LC 94/1998  | 944,145    | 76 871           | 0,665      | 572 101                |
| 26    | GO | São João d’Aliança          | LC 163/2018 | 3 327,379  | 14 423           | 0,685      | 229 562                |
| 27    | GO | Simolândia                  | LC 163/2018 | 347,976    | 6 895            | 0,645      | 86 138                 |
| 28    | GO | Valparaíso de Goiás         | LC 94/1998  | 61,450     | 175 720          | 0,746      | 2 155 089              |
| 29    | GO | Vila Boa                    | LC 94/1998  | 1 060,172  | 6 451            | 0,647      | 104 363                |
| 30    | GO | Vila Propício               | LC 163/2018 | 2 181,583  | 5 941            | 0,634      | 199 087                |
| 31    | MG | Arinos                      | LC 163/2018 | 5 279,419  | 17 850           | 0,656      | 197 938                |
| 32    | MG | Buritis                     | LC 94/1998  | 5 225,186  | 25 179           | 0,672      | 601 789                |
| 33    | MG | Cabeceira Grande            | LC 163/2018 | 1 031,409  | 7 025            | 0,648      | 203 236                |
| 34    | MG | Unaí                        | LC 94/1998  | 8 448,082  | 85 461           | 0,736      | 2 439 492              |
| Total | 34 |                             |             | 94 570,389 | 4 808 484        | 0,782      | 239 828 975            |

## Histórico
Em 1972 foi criada a região geoeconômica de Brasília através da Política de Integração Nacional (PIN). Já em 1975 é criado o Programa Especial da Região Geoeconômica de Brasília (PERGEB) com cinco áreas de aplicação de recursos: eixo Ceres-Anápolis, área da BR-040/050, área de mineração, área do Paranã e área de Paracatu.
Em 1979, é criada a Associação dos Municípios Adjacentes a Brasília (AMAB) pelos próprios municípios para coordenar ações e medidas comuns, promover a cooperação intermunicipal e intergovernamental, prestar assessoria administrativa, financeira, tributária e de planejamento aos municípios, promover estudos regionais, representar os municípios e realizar promoção social.
A Região Integrada de Desenvolvimento do Distrito Federal e Entorno foi criada com a Lei Complementar nº 94, de 19 de fevereiro de 1998, e composta pelo Distrito Federal, por 19 municípios do estado de Goiás e 2 do estado de Minas Gerais. Com a publicação da lei complementar nº 163, de 14 de junho de 2018, foram incorporados mais 12 municípios, 10 goianos e 2 mineiros.
Em 2009, é recriada a Superintendência de Desenvolvimento do Centro-Oeste (Sudeco) pela Lei Complementar nº 129 e em 4 maio de 2011, com o Decreto Presidencial nº 7.471, a Sudeco volta a existir. A administração da RIDE passa a ser realizada por essa autarquia.

## Economia
Em 2015 a RIDE do Distrito Federal e Entorno teve um produto interno bruto de R$ 239,8 Bilhões, dados do IBGE/2015. Pode-se dizer que é a terceira região mais rica do Brasil, ainda que a região não siga os mesmo parâmetros técnicos de organização espacial de outras regiões do país. Não é uma região metropolitana, nem mesorregião, tampouco pode ser classificada como uma microrregião, quando na verdade é composta por vinte municípios da Microrregião do Entorno do Distrito Federal, três municípios da Microrregião da Chapada dos Veadeiros, três municípios da Microrregião do Vão do Paranã, dois municípios da Microrregião de Ceres e um município da Microrregião de Porangatu, microrregiões do estado de Goiás, de quatro municípios da Microrregião de Unaí, no estado de Minas Gerais e do próprio Distrito Federal. Somente o Distrito Federal, independentemente dos municípios que compõem essa RIDE, só tem PIB menor que a Mesorregião Metropolitana de São Paulo e a Mesorregião Metropolitana do Rio de Janeiro.
O Distrito Federal concentra 89,90% do PIB, sobretudo no setor de serviços, mas tem participação expressiva também nos demais setores, apresentando o 10° maior PIB industrial e o 16° maior PIB agropecuário entre os municípios brasileiros segundo dados do IBGE/2015

### Agropecuária
Em 2015 Cristalina teve um PIB agropecuário de R$ 726 milhões, o 13º maior PIB agropecuário entre os municípios brasileiros, e representando 18,03% do PIB Agropecuário da RIDE e com 41,02% do PIB Municipal desse setor, predominando a cultura de soja e milho. O Distrito Federal de R$ 627 milhões, representando 15,57% do PIB Agropecuário da RIDE, mas apenas 0,34% do PIB Distrital desse setor, e Unaí de R$ 517 milhões com 12,83% do PIB Agropecuário da RIDE e 23,30% do PIB Municipal desse setor, segundo dados do IBGE/2015, Luziânia e Buritis também apresentam valores significativos, com 7,30% e 5,27% do PIB Agropecuário da RIDE, respectivamente. 
.
Com relação ao perfil econômico, o município de Água Fria de Goiás é o que possui maior proporção do setor agropecuário, com 65,85% do PIB Municipal desse setor, mas representa apenas 3,16% do PIB Agropecuário da RIDE. Em seguida, Vila Propício com 63,68%, Cabeceiras com 59,66%, São João d'Aliança com 48,64%, Mimoso de Goiás com 42,22% e Vila Boa com 41,31%, mas também com pouca representatividade no total do PIB Agropecuário da RIDE.

### Indústria
Em 2015 o Distrito Federal teve um PIB Industrial de quase R$ 10 bilhões, correspondendo a 71,32% de todo o PIB Industrial da RIDE e 5,37% do PIB Distrital, segundo dados do IBGE/2015. A grande força industrial da região é a construção civil. Esse nicho corresponde a 56,6% do setor industrial IBGE/2008.
Luziânia é o principal município do entorno que tem um parque industrial de destaque, sobretudo devido à indústria de alimentos. Em 2015 teve movimentação industrial de aproximadamente R$ 892 milhões, correspondendo a 6,36% do PIB Industrial da RIDE e 29,13% do PIB Municipal, segundo dados do IBGE/2015.
Com a inclusão de Barro Alto, Cavalcante e Niquelândia, a RIDE do Distrito Federal e Entorno incorporou importantes polos de indústria extrativa. Niquelândia contribui com 3,22% do PIB Industrial da RIDE, logo após o Distrito Federal e Luziânia, e 39,83% do PIB Municipal é devido à indústria.
Com relação ao perfil industrial, os municípios de Barro Alto, com 66,28% do PIB Municipal devido ao setor industrial e predomínio da indústria extrativa do níquel, Cavalcante, com 66,28% do PIB Municipal devido ao setor industrial, também indústria extrativa e Cabeceira Grande, com 45,73% do PIB Municipal devido ao setor industrial são os que apresentam maior proporção, seguidos de Niquelândia.

### Serviços
O setor de serviços no Distrito Federal responde por 94,30% do PIB Distrital, com R$ 175,7 bilhões, sendo R$ 83,3 bilhões referentes a administração, defesa, educação e saúde públicas e seguridade social e o restante, R$ 92,4 bilhões. Com relação à totalidade da RIDE, o Distrito Federal responde por 92,22% de todo o PIB de serviços da RIDE, logo em seguida, vêm Luziânia, com 0,98% e Valparaíso de Goiás, com 0,89%.
A Administração Pública tem grande peso na formação do Produto Interno Bruto do Distrito Federal, 44,7% do PIB em 2015, e por vezes promove um falso julgamento de que toda a economia do Distrito Federal se resume a esse nicho. Na verdade, no Distrito Federal o setor público funciona como estímulo e outros serviços se desenvolveram fortemente, destacando-se serviços financeiros, serviços de informação, atividades imobiliárias, serviços prestados a empresas e comércio de uma forma geral, que em 2015 chegaram a 49,6% do PIB conforme dados do IBGE/2015. Na realidade, o integrante da RIDE em que o setor público possui maior peso na formação do PIB Municipal é Santo Antônio do Descoberto, com 47,31% e, em seguida, o Distrito Federal, com 44,7%.
Os municípios da RIDE em que o peso relativo do setor de serviços na formação do PIB Municipal supera os 90% são Novo Gama, com 91,18%, Santo Antônio do Descoberto, com 90,60%, e Águas Lindas de Goiás, com 90,11%. No entanto, Valparaíso de Goiás é o que possui maior peso relativo do setor de serviços excluídos administração, defesa, educação e saúde públicas e seguridade social, com 59,65% do PIB Municipal.

### Comércio Exterior
Com a inclusão do município de Barro Alto, esse se tornou o maior Exportador da RIDE do Distrito Federal e Entorno, ocupando em 2017 a 133ª posição no Ranking Nacional de acordo com publicação do Ministério do Desenvolvimento, Indústria e Comércio Exterior, totalizando US$ 309,18 milhões de dólares em 2017. O principal produto exportado foi ferro-ligas, com 100% de participação nas exportações, principalmente para a China, com 35% das exportações, seguidos da Holanda, com 15% e dos Estados Unidos, com 10%.
Luziânia destaca-se também como grande exportador, ocupando em 2017 a 161ª posição no Ranking Nacional, totalizando US$ 246,73 milhões de dólares em 2017. Os principais produtos exportados foram a soja, 83%, e o milho, 8,4%, principalmente para a China com 51% das exportações.
Em terceiro lugar vem Unaí, ocupando em 2017 a 213ª posição, totalizando US$ 172,85 milhões de dólares. O principal produto exportado foi a soja com 98%, principalmente para a China com 84% das exportações.

### Expansão Imobiliária
Os altos preços de moradia no Distrito Federal levaram à valorização das terras das áreas do entorno e geraram um processo especulativo de investimentos imobiliários. Municípios mais acessíveis pelas rodovias foram os mais afetados, como Luziânia e seus municípios que foram desmembrados, Santo Antônio do Descoberto, Novo Gama, Valparaíso de Goiás e Cidade Ocidental. Já o município de Águas Lindas de Goiás cresceu ao longo da BR-070. O mesmo processo se deu em Planaltina e Formosa.

### Investimentos
O primeiro projeto industrial de larga escala na Região Integrada de Desenvolvimento do Distrito Federal e do Entorno foi elaborado em 2017 pela Sudeco para a construção de uma fábrica de cimento no município de Formosa, no valor de R$ 270 milhões. Estima-se que obra possa gerar até 2 mil empregos diretos e indiretos no período de instalação.